# صفوح شغالة
صفوح شغالة، (3 آذار 1956 - 13 كانون الأول 2022) شاعر غنائي سوري، من مواليد مدينة حلب وتوفي فيها.
يعد صفوح شغالة من أبرز شعراء الأغنية السورية الذين قدموا أعمالاً باللهجات السورية المتنوعة ومختلف لهجات الوطن العربي، فيما غنى له كبار مطربي الوطن العربي، أمثال، نجوى كرم، جورج وسوف، عاصي الحلاني، وائل كفوري، فلّة الجزائرية، إليسا، وغيرهم الكثير.
الشاعر صفوح شغالة كان أحد الأصوات الشعرية السورية المعروفة، وقد ارتبط اسمه في السنوات الأخيرة قبل وفاته بجدل واسع بسبب مواقفه السياسية، ولا سيما مدحه الصريح للنظام السوري، بقيادة بشار الأسد، في وقتٍ كانت فيه البلاد تشهد واحدة من أعنف المآسي الإنسانية في العصر الحديث.
في الوقت الذي كانت فيه البراميل المتفجرة تُلقى على رؤوس المدنيين، والمعتقلات تمتلئ بأجساد المعذبين، خرج صفوح شغالة بقصائد وأبيات تمجّد بشار الأسد، وتصفه بالحامي والبطل، متجاهلاً – أو متعمّداً تجاهل – ما كانت تعانيه المناطق الثائرة من حصار وتجويع وقصف ممنهج. استخدم شغالة مفردات المديح المفرط، وركّز على تمجيد "ثبات الدولة" و"شجاعة القيادة"، في وقتٍ كان الأطفال يُقتلون في الغوطة وحلب ودرعا.
ما زاد من الانتقادات الموجّهة إليه هو موقعه كشاعر، يُفترض فيه أن يكون صوتَ الناس، وضميرَ اللحظة، لا بوقًا للجلاد. وبدلاً من أن يكتب عن الأمهات الثكالى، أو عن الأحلام المهدورة في المعتقلات، اختار أن يرفع صوته بأبياتٍ تُزيّن صورة القامع، وتُغفل دماء الضحايا.
حتى لحظاته الأخيرة، لم يتراجع صفوح شغالة عن موقفه، ما اعتبره الكثيرون خيانة أخلاقية وثقافية، خاصة من شاعرٍ كان قادرًا على أن يلعب دورًا في نقل الحقيقة أو الصمت على الأقل، بدلاً من تسويق السردية الرسمية للنظام.
صفوح شغالة لم يكن الأول، ولن يكون الأخير، من الكُتّاب والفنانين الذين اختاروا الاصطفاف مع السلطة، سواء عن قناعة، أو خوف، أو مصلحة. لكنّ التاريخ لا يرحم، خاصة عندما يُقابل المديح الرسمي بآهات اليتامى، وصرخات المقهورين، وصور الضحايا.

## أعماله
كان الشاعر السوري حريصاً على الكتابة باللهجة الحلبية المحكية ونقلها بقصائد غنائية غناها كبار مطربي حلب، وبعضها بات جزءاً من الفلكلور السوري الشفهي، أمثال طول البنية – قوموا لنرقص عربية، وغيرها.
وكانت “تسلميلي يا حلب” أول أغنية كتبها عام 1992 وغناها المطرب الحلبي سمير جركس، وخلال الحرب السورية كتب أغنية “شهبا وش عملوا فيكِ” التي غناها المطرب شادي جميل.
أبرز أغانيه الحاضرة ليومنا هذا، “طول البنية”، “تخسر رهانك”، ما ندم عليك”، “فرصة عمر”، “أمانيه”، “الحبيب”، “ارجع للشوق”، “ليلي ويالالي”، “مكتوبلي”، “حسمت الأمر”، “ينبوع الهوى”، “ولاحتى ثانية”، “تشكرات”، “لالي ليل”، “الزمن عدى” والكثير غيرها.
تعاون “شغالة” مع أهم الملحنين العرب والسوريين أمثال “شاكر الموجي”، صلاح الشرنوبي”، “طارق أبوجودة”، “وسام الأمير”، “نهاد نجار”، فيما تجاوز رصيده الغنائي الألف وستمئة أغنية.

## تكريمات
حظي الشاعر بتكريم الرئاسة السورية مرات عدّة خلال مسيرته الفنية، وكان آخرها دعوته للمشاركة في حضور مراسم تقليد الدكتورة نجاح العطار وسام أميّة الوطني ذا الرصيعة. ونال تكريمات رفيعة المستوى من جهات محليّة وعربية عدّة، تقديراً لما قدّمه من أعمال غنائية ووطنية على مدى عقود طويلة.

## وفاته
توفي مساء الثلاثاء 13 كانون الأول 2022، في مدينته حلب من دون سابق إشارة أو أي عارض مرضيّ طارئ عن عمر ناهز 66 عاما، وشيع جثمانه في اليوم التالي عقب صلاة الظهر في جامع التوحيد، ودفن في مقبرة الشيخ جاكير بحلب. وكان شاعر حلب الراحل، يتشارك تحضيرات فعالية فنية، مع الفنان صفوان العابد، الذي رافقه بمحطات فنية عديدة حتى ساعاته الأخيرة، إذ كان الفقيد مكلفاً بالإشراف العام على فعالية من المقرر إقامتها بمناسبة ذكرى تحرير حلب.
نعاه الرئيس السوري بشار الأسد وعقيلته أسماء الأسد، إذ قدم محافظ حلب حسين دياب التعازي باسمهما لأسرة الشاعر الراحل شغالة، منوهاً بدوره الكبير في رفد المشهد الفني والثقافي في سوريا بشكل عام، وحلب بشكل خاص بالكثير من الأعمال المميزة والخالدة، وكان لها الأثر البالغ في الحفاظ على الإرث الثقافي الحلبي. وأشار المحافظ إلى مواقف الشاعر الراحل الوطنية التي تجسدت من خلال مسيرته الفنية والأعمال الغنائية الوطنية على مدى عقود طويلة من الزمن.